# Hermannsburg (Südafrika)
Hermannsburg ist eine deutsche Siedlung in KwaZulu-Natal in Südafrika. Die Deutsche Schule Hermannsburg ist dort beheimatet.

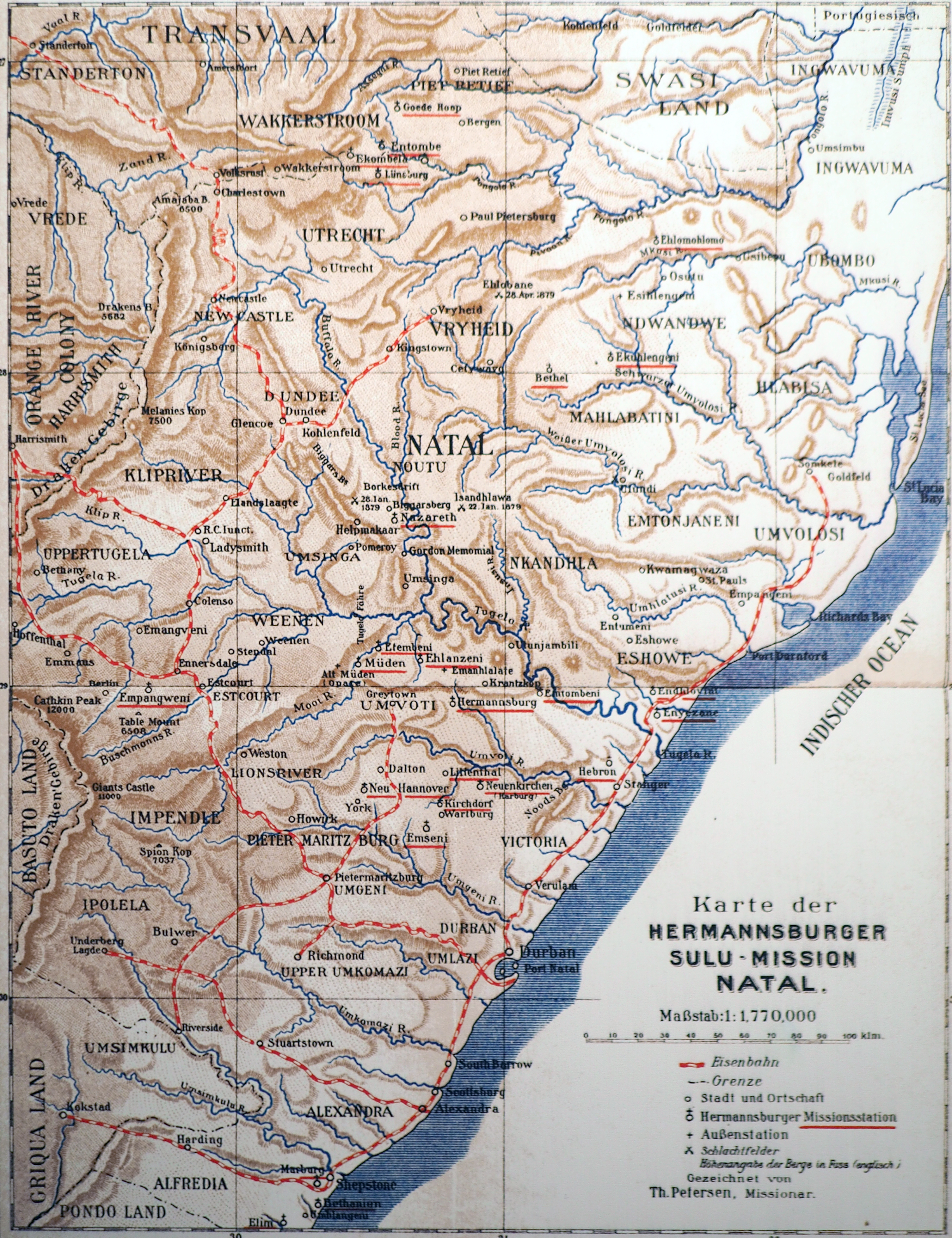
Natal 1910

## Geschichte
Hermannsburg (Natal) wurde 1854 als Missionsstation durch 16 Missionare und Kolonisten der Hermannsburger Mission aus Hermannsburg im deutschen Niedersachsen gegründet. Sie entstand auf dem Gebiet der von den Missionaren gekauften Farm Perseverance (deutsch: Ausdauer). Die Missionsstation nannte man Neu-Hermannsburg.
Die Missionare aus Deutschland kamen am 2. August 1854 mit dem Missionsschiff Candace im Hafen Port Natal (heute Hafen Durban) an, nachdem das ursprüngliche Vorhaben, die Oromo in Äthiopien zu erreichen, misslungen war. Wilhelm Posselt, ein Missionar der Berliner Mission, der in der Nähe von Durban unter Zulu und Deutschen arbeitete, ermunterte die Hermannsburger Missionare, eine Mission im damals noch unabhängigen Königreich Zululand zu beginnen.
Da der Zulukönig Mpande europäischen Missionaren den Zugang zu seinem Reich verwehrte, beschlossen die Hermannsburger Missionare in der britischen Kolonie Natal dicht an der Grenze zu Zululand eine Missionsstation zu errichten. Dazu erwarben sie Farmland.
1856 wurde von den Missionaren die heutige Deutsche Schule Hermannsburg gegründet, die zur Lutheran Church in Southern Africa gehört.
Nachdem die 1860 erbaute Kirche der Missionsstation sich bald als zu klein erwies, wurde am 1. April 1868 von Superintendent Karl Hohls der Grundstein zur heutigen Peter-Pauls-Kirche gelegt. Die Kirche diente sowohl den deutsch- wie den zulusprachigen Lutheranern, bis 1925 eine separate Kirche für die zulusprachige evangelisch-lutherische Gemeinde erbaut wurde.
Als erstes Gebäude wurde 1854 das Missionshaus erbaut, das seit 1981 als Museum dient. Es ist seit 1990 offizieller Teil des Südafrikanischen Museumsverbandes in KwaZulu-Natal.
Einer der bekanntesten Bürger der Stadt war der Theologe Wolfram Kistner. Auch heute noch (Stand November 2019) kommen zahlreiche deutschsprachige evangelisch-lutherische Pastoren im südlichen Afrika aus Hermannsburg bzw. haben dort ihre Ausbildung genossen. Hierzu zählen unter anderem Reinhard Keding, Burgert Brand und Erich Hertel.